# Jean-Joseph Johannot
Jean-Joseph Johannot, Herr von Échandens (* 30. Juni 1748 in Genf; † 15. Januar 1829 in Échandens)  war ein schweizerisch-französischer Bankier, der im Kleiderhandel und in der Politik tätig sowie, nach 1795 als Joseph Cambon von den Thermidorianern verfolgt, in Montpellier untertauchen musste, das einflussreichste Mitglied des Comité des finances war.

## Biografie
Er stammt aus einer protestantischen Familie von Annonay, welche 1634 die erste Papierfabrik in Annonay, ein Vorläuferunternehmen der Arjowiggins gründete.
Er war der Sohn von Louise de La Combe und Jean-Daniel-Mathieu Johannot, einem Genfer Bürger und Mitglied des Rates der Zweihundert. Er ist der Cousin von Jean-Baptiste Johannot (* 1740 in Annonay; † 7. Mai 1795 in Saint-Étienne) zur Zeit des Terrors, der jakobinische Bürgermeister von Saint-Étienne.
Er begann in Genf im indischen Baumwollhandel, wurde Wahlberechtigter Bürger in Genf, Bürger und Herr von Echandens, Mitglied des Rates der Zweihundert, und wanderte nach der fehlgeschlagenen Versuch, das Wahlrecht in Genf zu erweitern im Dezember 1782 aus.
Er wurde Direktor der Senn, Bidermann et Cie., ein Textilunternehmen und wurde einer der Partner von Étienne Clavière.
Als Präsident der Zentralverwaltung des Département Haut-Rhin während der Revolution, deren Ideen er mäßig übernahm, wurde er zum Vertreter des Département Haut-Rhin in den Nationalkonvent gewählt.
Im Prozess gegen Louis Capet, vor den Abgeordneten des Nationalkonvents vom 10. bis 26. Dezember 1792, stimmte er zuerst für den Appell an das Volk und antwortete auf den dritten Appell: „Tod mit der Einschränkung von Mailhe“ (Wiedergutmachung).
Von dieser Zeit an widmete sich Johannot fast ausschließlich dem Studium der Verwaltungs- und Finanzangelegenheiten und war ständiges Mitglied des Finanzausschusses, dessen einflussreichstes Mitglied er nach Cambons Untertauchen 1795 wurde.
Er schlug vor, die Beschlagnahme von Eigentum von Ausländern, deren Regierungen sich im Krieg mit Frankreich befanden, aufzuheben, die zur Verbesserung des Handels, zum „aktuellen Stand der öffentlichen Kredite“ und zu verschiedenen wichtigen Berichten, die ihn beschuldigten zur Diskreditierung der Assignaten beigetragen haben; war der Autor eines Projekts zur Kündigung nicht verkaufter Waren an die Familien der Verurteilten aus einem anderen Grund als der Auswanderung; nahm an den Debatten über das Hypothekensystem teil und forderte, dass die Ausschüsse für Handel, Finanzen und öffentliche Sicherheit gemeinsam ein Projekt vorlegen, „das Intriganten und Schlingel die Tür verschließt“.
Am 22. Vendémiaire-Jahr IV, wurde er zum Vertreter für Haut-Rhin im Rat der Fünfhundert, mit 140 Stimmen (226 Wähler) wiedergewählt, erhielt er am selben Tag in den Département Calvados und Département Dordogne die Mehrheit und ging an Ältestenrat. Im Rat der Fünfhundert war er dessen Sekretär.
Nach wie vor befasste er sich mit finanziellen Fragen, die gegen die vom nationalen Finanzministerium vorgeschlagenen Beschlüsse ausgesprochen wurden, für diejenigen, die das Zwangsdarlehen erhalten, gegen diejenigen, die die alten Konten abwickeln, für den Zoll und für die Einstellung, unterstützte das Ausweisen der Diäten in Franken, die bisher in Kilogramm Sachleistungen festgesetzt waren, war Sekretär des Ältestenrates und beteiligte sich an mehreren Sonderdebatten.
Jean Johannot verließ den Ältestenrat am 20. Mai 1797 und ließ sich in Vaucresson Seine-et-Oise nieder, um das Gestüt von Jardy zu erwerben, dessen Bürgermeister er von 1799 bis 1810 war. In Paris besaß er das Bankhaus Johannot, Martin et Cie.
1797 trat er in ein Unternehmen von Michel Simons ein und kehrte 1800 nach Paris zurück, wo die Firma société Johannot, Jaquet, Senn et Cie am 2 Place Vendôme gegründet wurde.
Nachdem die Chambre introuvable am 12. Januar 1816 das loi contre les régicides (Gesetz gegen Königsmord) beschlossen hatte, wich er in die Schweiz aus.
Am 27. September 1772 heiratete er Jeanne-Étiennette Mayor (174–1775), Tochter von Suzanne Durade und Jacques-Guérard Mayor, Wohnberechtigter in Genf, Uhrmacher. Aus dieser ersten Ehe hatte er zwei Kinder:
- Die Tochter: Suzanne-Jacqueline Johannot (* 30. Januar 1773 in Genf) heiratete 1784 einen entfernten Cousin, Jean-Évrard JOHANNOT, aus dem drei Töchter hervorgingen.
- Den Sohn: Jean-Daniel Johannot (* 18. März 1775 in Genf; † 7. Januar 1851 in Paris), Generaldirektor der allgemeinen Fondsbewegung im Finanzministerium.[A 4] Aus seiner Ehe (Paris, 1. Pluviose-Jahr IX – 21. Januar 1801) mit Marguerite-Marie-Èmilie Lupine hatte Jean-Daniel Johannot mindestens zwei Kinder: [Enkelin] Émilie-Valentine Johannot, (* 18. Oktober 1804 in Paris), verheiratet in Paris am 21. Oktober 1829 mit dem Maler Édouard-Jean-Marie Hostein (1804–1886) und [Enkel] Charles-èmie Johannot (* 1. Juni 1809 in Paris), verheiratet in Paris am 10. März 1857 mit Clémence -Marie-Alexandrine Delcros, ohne Nachkommen.

Als Witwer heiratete er am 12. August 1776 Marie – Charlotte Aguiton (* 5. August 1754. in Landecy im Kanton Genf; † 1788 in eben da) die Tochter von Anne – Françoise Mavit und Guillaume Aguiton
1785 inspirierte Marie-Charlotte Aguiton in Brüssel eine lebhafte Leidenschaft in Benjamin Constant, der damals achtzehn Jahre alt war. Nach dem späteren Zeugnis des letzteren war sie das Opfer der schlechten Praktiken ihres Mannes.

Wappen der Famille Johannot

## Bibliografie
- « Jean-Joseph Johannot », dans Adolphe Robert et Gaston Cougny, Dictionnaire des parlementaires français, Edgar Bourloton, 1889–1891
- Édouard Chapuisat, Jean Johannot: Genevois, député à la Convention et au Conseil des anciens, 1956
- René Burnand, Les Johannot d’Echandens, Revue historique vaudoise, 1958
- Louis Bergeron, Banquiers, négociants et manufacturiers parisiens du Directoire à l'Empire, 1978
- Madame de Staël, Louis Marie de Narbonne-Lara, Correspondance generale, Volume 3, 1968
- A. Kuscinski, Dictionnaire des conventionnels, 1916
- R. Burnand, Les Johannot d'Echandens, 1958
- Jean-Marie Schmitt, Nouveau dictionnaire de biographie alsacienne, 1992, vol. 19, 1815–1816
- Histoire et généalogie de la famille Johannot et de ses alliances, par Marc Gauer (2011)
- Armorial du Vivarais, par Florentin Benoît d'Entrevaux
- Les ministres des Finances de la Révolution française au Second Empire (I): Dictionnaire biographique 1790–1814, par Guy Antonetti (2013)

| Vorgänger | Amt                                                             | Nachfolger |
| --------- | --------------------------------------------------------------- | ---------- |
| —         | Mitglied des Ältestenrates Oktober 1795 bis 20. Mai 1797        | —          |
| —         | Mitglied des Rates der Fünfhundert Oktober 1795                 | —          |
| —         | Mitglied des Nationalkonvent 5. September 1792 bis Oktober 1795 | —          |
| —         | Mitglied des Rates der Zweihundert 1782 bis 30. Juni 1748       | —          |